# Vivian Wilson

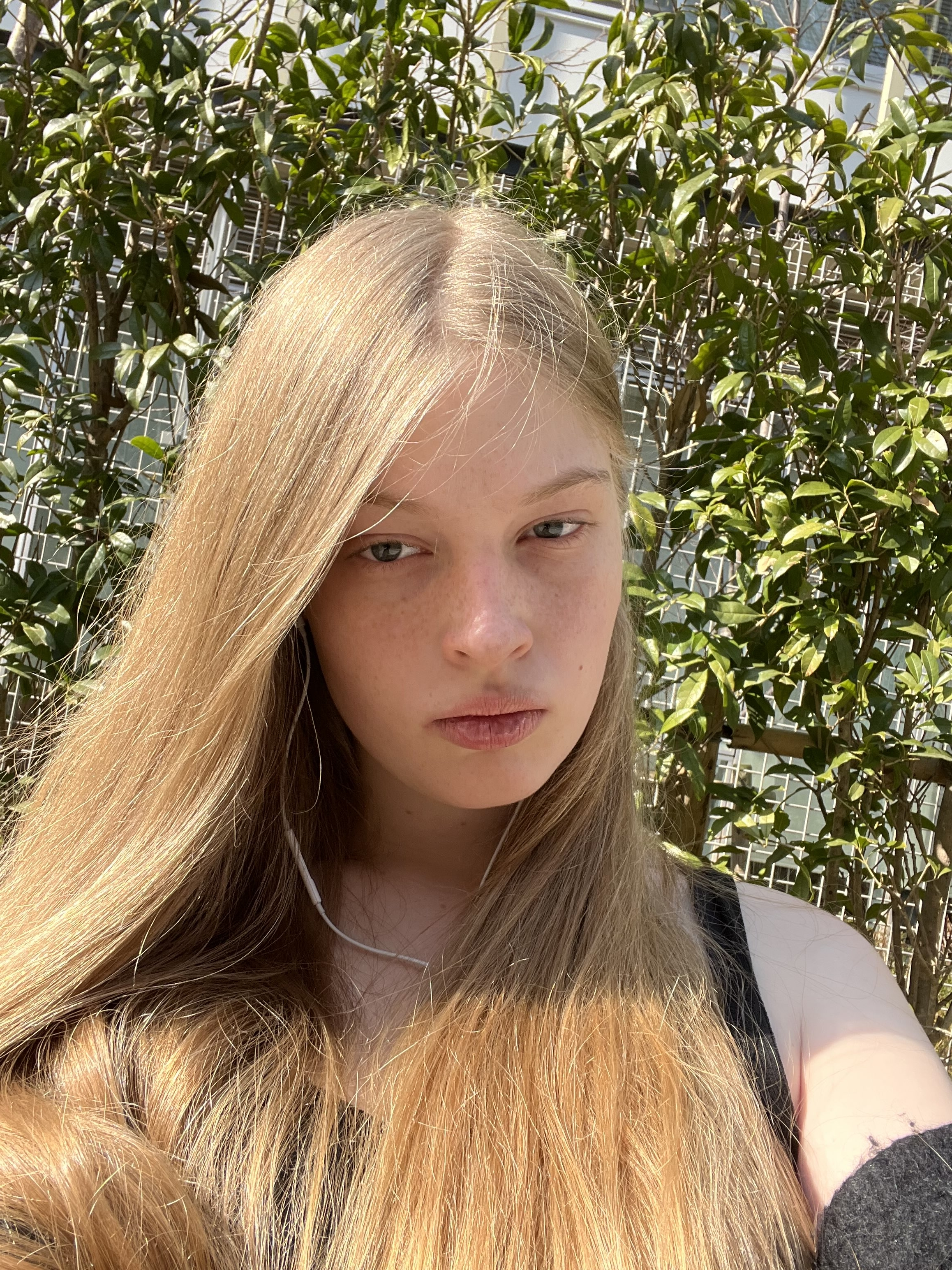
Vivian Jenna Wilson (2025)

Vivian Jenna Wilson (* 15. April 2004 in Los Angeles als Xavier Musk) ist eine US-amerikanische Social-Media-Persönlichkeit und als älteste Tochter von Elon und Justine Musk (geborene Wilson) Mitglied der Familie Musk. Wilson hatte 2020 ihr Coming-out als trans Frau. Der dadurch ausgelöste, öffentlich ausgetragene Streit mit ihrem Vater machte sie international bekannt. 2025 war sie nach Indya Moore (2019) das zweite transgeschlechtliche Covermodel der Teen Vogue.

## Frühes Leben und Identität
Wilson wurde gemeinsam mit ihrem Zwillingsbruder Griffin durch In-vitro-Fertilisation gezeugt und von Justine Musk geboren. Sie erhielt den Namen Xavier. Nach Darstellung von Wilson ließ ihr Vater eine geschlechtsselektive Befruchtung vornehmen, um sicherzustellen, dass sie ein Junge wird. Sie hat drei weitere Geschwister, die Drillinge Kai, Saxon und Damian.
Über soziale Medien sowie in Interviews beschreibt Wilson Elon Musk als in ihrer frühen Kindheit weitgehend abwesenden Vater. Wenn er in der Nähe war, schikanierte er sie angeblich, weil sie sowohl „Weiblichkeit sowie Schwulsein“ zeigte. Laut Wilson war Musk „kalt“, „schnell wütend“, „gefühllos“ und „narzisstisch“. Separat teilte Musk eigene Anekdoten von ihr als Kind, wie sie im Alter von vier Jahren Outfits für ihn aussuchte und die Kleidung ihres Vaters als „fabelhaft“ bezeichnete. Wilson behauptet, dass dies Lügen seien, um sie als theatralischen, schwulen Mann zu charakterisieren.
Justine und Elon Musk ließen sich 2008 scheiden und einigten sich darauf, das Sorgerecht für Wilson und ihre Geschwister zu teilen.
Vivian Wilson besuchte die Crossroads School in Santa Monica.

### Coming out
Wilson outete sich 2020 in einer öffentlich geteilten Instagram-Story als trans Frau. In einem Interview mit Teen Vogue aus dem Jahr 2025 bedauerte sie, dass sie es nicht zuallererst ihrer Mutter erzählt hatte. Berichten zufolge unterstützte ihre Mutter Wilson bei der Transition und zeigte sich nicht überrascht von dem Coming-out. Laut Wilson sprach ihr Vater hingegen monatelang nicht mit ihr, sie benötigte aber elterliche Erlaubnis, um mit Testosteronblockern und einer Hormontherapie zu beginnen.
Aufgrund Wilsons Geschlechtsdysphorie begann sie 2020 eine Behandlung, die ihr Vater nach eigenen Angaben anfangs nicht unterstützte. Zu diesem Zeitpunkt distanzierte sie sich bereits von ihm. Nachdem sie im Juni 2022 im Alter von 18 Jahren beim Los Angeles County Superior Court einen entsprechenden Antrag gestellt hatte, genehmigte ein kalifornischer Richter Änderungen ihres Vor- und Nachnamens (sie nahm den Mädchennamen ihrer Mutter an) sowie des Geschlechts in ihrer Geburtsurkunde. In der Petition für die Änderungen gab Wilson an, dass sie nicht länger „in irgendeiner Weise mit Musk verwandt“ sein wolle.
Im Oktober 2022 machte Elon Musk für seine entfremdete Beziehung zu Wilson „neomarxistische“ Einflüsse aufgrund der von ihr besuchten Eliteuniversität verantwortlich. In einem von Jordan Peterson geführten Interview vom Juli 2024 äußerte sich Musk negativ über Wilsons Transition und nutzte mehrfach ihren Deadname. Er sagte, er sei durch kalifornische Gesetze „ausgetrickst“ worden, um ihrem Antrag auf geschlechtsangleichende Behandlung stattzugeben, da Wilson zu diesem Zeitpunkt unter 18 Jahre alt war. Musk beschrieb „seinen Sohn“ schließlich als „vom Woke-Mind-Virus getötet“. Wilson selbst bestreitet diese Darstellung.
Musk sagte, dass Wilsons Geschlechtsangleichung in erster Linie der Auslöser für seinen Drang war, „den Woke-Mind-Virus zu zerstören“. Walter Isaacson argumentierte in seiner Biografie über Elon Musk, dass dessen rechtsgerichtete Ansichten „teilweise durch Wilsons Geschlechtsumwandlung ausgelöst“ wurden.

## Öffentlichkeit
Die Zeitschrift Teen Vogue beschreibt Wilson als „ständig online“: So spricht sie im Netz offen über Transgender-Themen, zu denen sie sich „verpflichtet fühlt“, und beschreibt den Zustand der amerikanischen Politik im Jahr 2025 als „erschreckend“. Sie bezeichnet sich selbst als politisch links, lehnt jedoch die Bezeichnung „Marxistin“ ab. Sie spricht sich aktiv für ein bedingungsloses Grundeinkommen, kostenlose Gesundheitsversorgung sowie Verringerung der Vermögensungleichheit und für Nahrung, Wasser und Obdach als universelle Menschenrechte aus.
Wilson äußert sich weiterhin regelmäßig kritisch zu Musks Handlungen und setzt sich aktiv für die Rechte von Transgender-Personen ein. Nach dem Ergebnis der Präsidentschaftswahlen in den Vereinigten Staaten 2024 äußerte Wilson ihre Absicht, in Zukunft aus den Vereinigten Staaten auszuwandern. Nach Musks umstrittener Geste bei Donald Trumps Amtseinführung pflichtete Wilson den Menschen bei, die sie als Hitlergruß gelesen hatten.

### Kritik an Walter Isaacsons Musk-Biografie
Wilson kritisiert Isaacsons Elon-Musk-Biografie als ungenau und unfair. Ihr Charakter sei als der eines „wütenden, rebellischen Kindes beschrieben, das von einer radikalen antikapitalistischen Ideologie geblendet sei und seinen Vater mit seinen unüberlegten Entscheidungen verletzt“. In dem Buch wird sie als „Jenna“ und nicht als „Vivian“ bezeichnet. Isaacson bezog diesen Namen von Christiana Musk, der Frau von Elon Musks Bruder Kimbal Musk, der gegenüber Vivian Jenna geschrieben habe: „Ich bin transgender, und mein Name ist nun Jenna.“ Wilson wirft Isaacson vor, er habe sie nicht kontaktiert, bevor das Buch veröffentlicht wurde. Isaacson hingegen behauptet, sich über Familienmitglieder an sie gewandt zu haben, was Wilson bestreitet. Sie bezeichnete das Buch als „verleumdend“ und sagte, Isaacson habe es bewusst vermieden, Aussagen von ihr aufzunehmen, um ihre Existenz als „Schurken-Hintergrundgeschichte“ für den politischen Rechtsruck ihres Vaters darzustellen. Er habe Elon Musk bewusst komplexer oder positiver darstellen wollen, als es ihrer Ansicht nach gerechtfertigt sei. Um das zu erreichen, habe er den transsexuellen Teenager „zum Bösewicht machen und den Anschein erwecken müssen, dass es zwei vernünftige Seiten der Geschichte gibt“.

## Aktuelles Leben
Wilson lebt und studiert in Tokio. Das Verhältnis zu ihrer Mutter gilt als eng, während sie ihren Vater als „erbärmliches Mannskind“ bezeichnete. Seit ihrem ersten Trans-Outing im Jahr 2020 lebt sie finanziell unabhängig von ihm. Bevor sie bekannt wurde, wollte Wilson als Übersetzerin arbeiten und hat zu diesem Zweck Französisch, Spanisch und Japanisch studiert. Seit ihrem Sprung ins öffentliche Leben zieht sie jedoch auch andere Möglichkeiten in Betracht, darunter Twitch-Streaming und Modeln.
Musks frühere Lebensgefährtin Grimes verteidigte Wilsons Entscheidung für eine Transition und schrieb auf X, sie sei „für immer und endlos stolz auf Vivian“.